# Santa Ana (Los Andes)
Santa Ana ist eine Ortschaft im Departamento La Paz im Hochland des südamerikanischen Anden-Staates Bolivien.

## Lage im Nahraum
Santa Ana ist die viertgrößte Ortschaft des Kanton Patamanta im Municipio Pucarani in der Provinz Los Andes und liegt zwischen der Metropole La Paz und dem Südostrand des Titicacasees. Die Ortschaft liegt auf einer Höhe von 3930 m auf dem bolivianischen Altiplano.

## Geographie
Santa Ana liegt auf der bolivianischen Hochebene zwischen den Anden-Gebirgsketten der Cordillera Occidental im Westen und der Cordillera Central im Osten. Die Region weist ein ausgeprägtes Tageszeitenklima auf, bei dem die mittleren Temperaturschwankungen im Tagesverlauf deutlicher ausfallen als im Jahresablauf.
Die Jahresdurchschnittstemperatur der Region liegt bei 9 °C, die mittleren Monatswerte schwanken nur unwesentlich zwischen 6 °C im Juli und 10 °C im November und Dezember (siehe Klimadiagramm Batallas). Der Jahresniederschlag beträgt etwa 600 mm, die Monatsniederschläge liegen zwischen unter 15 mm in den Monaten Juni bis August und zwischen 100 und 120 mm von Dezember bis Februar.

## Verkehrsnetz
Santa Ana liegt in einer Entfernung von 34 Straßenkilometern nordwestlich von La Paz, der Hauptstadt des gleichnamigen Departamentos.
Von La Paz führt die Nationalstraße Ruta 2 über El Alto und Villa Vilaque in nordwestlicher Richtung bis Santa Ana und von dort weiter über Patamanta, Batallas und Huarina nach Copacabana am Titicacasee.

## Bevölkerung
Die Einwohnerzahl des Ortes hat sich im vergangenen Jahrzehnt nur unwesentlich verändert:
| Jahr | Einwohner         | Quelle       |
| ---- | ----------------- | ------------ |
| 1992 | keine Detaildaten | Volkszählung |
| 2001 | 505               | Volkszählung |
| 2012 | 528               | Volkszählung |
| 2024 |                   | Volkszählung |

Die Region weist einen hohen Anteil an Aymara-Bevölkerung auf, im Municipio Pucarani sprechen 96,7 Prozent der Bevölkerung Aymara.